# Śródmieście (Olecko)
Śródmieście – największa dzielnica mieszkaniowa Olecka. W jej skład wchodzi m.in. zabytkowy układ urbanistyczny rynku miejskiego. Częścią dzielnicy Śródmieście są osiedla: Nad Legą i Zielone.